# Austrodromia talaris
Austrodromia talaris är en tvåvingeart som beskrevs av Collin 1933. Austrodromia talaris ingår i släktet Austrodromia och familjen puckeldansflugor. Inga underarter finns listade i Catalogue of Life.